# Изъединовы
Изъединовы — русский дворянский род.
Восходит к 1-й половине XVI века. Григорий Васильевич Изъединов убит при осаде Казани (1552). В XVII веке многие Изъединовы служили стольниками, стряпчими и московскими дворянами.
Род внесён в VI часть родословной книги Тверской и Владимирской губерний. (Гербовник, V, 101).
Другой род — потомство Наума Максимова сына Изъединова, жалованного поместьями (1646). Род внесён в VI часть родословной книги Курской губернии (Гербовник, IX, 29). К этому роду относятся князья Дондуковы-Изъединовы.

## Князья Дондуковы-Изъединовы
Лев Иванович Изъединов (князь Дондуков-Изъединов; 1864—1939) — полковник лейб-гвардии Гусарского полка, курский губернский предводитель дворянства. Высочайше утверждённым (12 января 1907), положением Первого департамента Государственного совета Льву Ивановичу Изъединову, женатому на дочери князя В. М. Дондукова-Корсакова, дозволено было присоединить к своей фамилии и гербу — фамилию, герб и титул князей Дондуковых и именоваться впредь князем Дондуковым-Изъединовым.
Юрий (Георгий) Львович Дондуков-Изъединов (1891—1967) — поручик лейб-гвардии Гусарского полка, последний носитель фамилии и титула князей Дондуковых, женат на Елизавете Николаевне Шидловской (1894—1975).

## Описание герба
Щит разделен на четыре части, из них в первой части, в красном поле, изображена рука в латах и с мечом, выходящая с правой стороны из облаков (польский герб Малая Погоня). Во второй части, в серебряном поле, находится красная крепость. В третьей части, в золотом поле — дерево дуб. В четвёртой части, в голубом поле, виден до половины лев с поднятым мечом.
На щите дворянский коронованный шлем. Нашлемник: три страусовых пера. Намёт на щите голубой и золотой, подложенный серебром и красным. Щитодержатели: лев и воин. Герб рода Изъединовых внесен в Часть 9 Общего гербовника дворянских родов Всероссийской империи, стр. 29.

## Известные представители
- Изъединовы: Фёдор Семёнович, Иван Михайлович, Василий Семёнович и Борис Бахтеярович - московские дворяне (1636-1658).
- Изъединов Ларион Борисович - стряпчий (1658-1668), стольник (1668-1676).
- Изъединовы: Пётр Иванович, Фёдор и Михаил Борисовичи, Лука Васильевич - московские дворяне (1658-1677).
- Изъединовы: Лукьян Васильевич и Василий Иванович - московские дворяне (1677-1679).
- Изъединов Иван Лукич, Василий Михайлович - стольники (1686-1692).
- Изъединовы: Максим Иванович,  Семён, Осип и Иван Лукьяновичи - московские дворяне (1692)[2].